# Multiwinia
Multiwinia: Survival of the Flattest (рус. Мультивиния) — четвёртая компьютерная игра от британской компании Introversion Software, создателей Uplink, Darwinia и Defcon. Multiwinia является прямым продолжением проекта Darwinia. В игре содержится улучшенная графика и проработанный геймплей, где теперь реализован мультиплеер. В роли «человека-палочки» вам предстоит сражаться со своими оппонентами, выполняя разнообразные миссии.

## Режимы игры
Multiwinia — это стратегия в реальном времени с шестью игровыми режимами.
- Domination

Главная задача — захватить все базы на карте.
- King of the Hill

Удерживая стратегически важные точки на карте, вы зарабатываете очки. Тот, кто на исходе пяти минут матча (длина схватки, количество участников и условия победы регулируются) заработал больше очков, тот и победил.
- Capture the Statue

В разных точках карты периодически появляются тотемные статуи (форма каждый раз разная). Ваша задача — ухватить её первым и дотащить до своей базы.
- Rocket Riot

Необходимо запустить ракету, для этого нужно её заправить и запустить внутрь неё 100 дарвинианцев-астронавтов. Также нужно не допустить запуска ракеты другой команды. Чья ракета взлетит первой — та команда и победила.
- Blitzkrieg
- Assault

Участники по очереди штурмуют, а потом защищают базу.

## Отзывы
| Сводный рейтинг | Сводный рейтинг |
| Агрегатор       | Оценка          |
| --------------- | --------------- |
| GameRankings    | 77,84 %         |

Летом 2018 года, благодаря уязвимости в защите Steam Web API, стало известно, что точное количество пользователей сервиса Steam, которые играли в игру хотя бы один раз, составляет 180 479 человек.